# Sarnen
Sarnen est une commune suisse et le chef-lieu du canton d'Obwald.

## Géographie

### Situation

Vue aérienne de 150 m par Walter Mittelholzer (1919)

La commune de Sarnen s'étend sur 73,11 km2. Lors du relevé de 2013-2018, les surfaces d'habitations et d'infrastructures représentaient 6,4 % de sa superficie, les surfaces agricoles 37,9 %, les surfaces boisées 52,1 % et les surfaces improductives 3,6 %.
La ville est située sur l’Aa de Sarnen, à l’extrémité septentrionale du lac de Sarnen.
Sarnen est limitrophe de Alpnach, Kerns, Sachseln et Giswil.

### Transports
- Ligne ferroviaire Zentralbahn Lucerne-Interlaken
- Autoroute A8, sorties 35 et 36

## Histoire
Dépendant au début du XIe siècle des abbayes de Lenzbourg et de Beromünster, la localité passa sous le contrôle de la famille de Landenberg, qui, au début du XIIIe siècle fit élever un château sur la colline qui porte ce nom.

## Politique
La commune de Sarnen est dotée d'un exécutif (Gemeinderat) de sept membres élu pour une période de quatre ans au système majoritaire. Une Assemblée communale (Gemeindeversammlung), ouverte à tous les citoyens de la commune, se réunit deux fois par année et tient lieu de parlement communal.

## Population et société

### Démographie

#### Évolution de la population
Sarnen compte 10 654 habitants au 31 décembre 2022 pour une densité de population de 146 hab/km2. Sur la période 2010-2019, sa population a augmenté de 4,9 % (canton : 6,6 % ; Suisse : 9,4 %).  

#### Pyramide des âges
En 2020, le taux de personnes de moins de 30 ans s'élève à 29,6 %, au-dessous de la valeur cantonale (31,2 %). Le taux de personnes de plus de 60 ans est quant à lui de 29,1 %, alors qu'il est de 26,7 % au niveau cantonal.
La même année, la commune compte 5 286 hommes pour 5 228 femmes, soit un taux de 50,3 % d'hommes, inférieur à celui du canton (50,6 %).
| Hommes | Classe d’âge | Femmes |
| ------ | ------------ | ------ |
| 0,5    | 90 ans ou +  | 1,4    |
| 8,6    | 75 à 89 ans  | 9,6    |
| 18,5   | 60 à 74 ans  | 19,5   |
| 22,1   | 45 à 59 ans  | 22,0   |
| 19,5   | 30 à 44 ans  | 19,1   |
| 16,3   | 15 à 29 ans  | 14,2   |
| 14,5   | - de 14 ans  | 14,1   |

| Hommes | Classe d’âge | Femmes |
| ------ | ------------ | ------ |
| 0,5    | 90 ans ou +  | 1,4    |
| 7,4    | 75 à 89 ans  | 8,5    |
| 17,9   | 60 à 74 ans  | 17,6   |
| 23,0   | 45 à 59 ans  | 22,5   |
| 19,6   | 30 à 44 ans  | 19,5   |
| 16,2   | 15 à 29 ans  | 15,7   |
| 15,4   | - de 14 ans  | 15,0   |

### Sports
Le siège de la Fédération Suisse des Sociétés d'Aviron se trouve à Sarnen.

## Économie
- MediaCard, cartes téléphoniques prépayées
- Sarna, matières synthétiques pour l’automobile

## Culture et patrimoine

### Héraldique
| Blason | Blasonnement : De gueules au massacre de cerf d'argent, accompagné d'une étoile du même. |

### Monuments et curiosités
- Le château de Landenberg
- Hôtel de ville
- Maison de bois Am Grund
- Maison des Arquebusiers

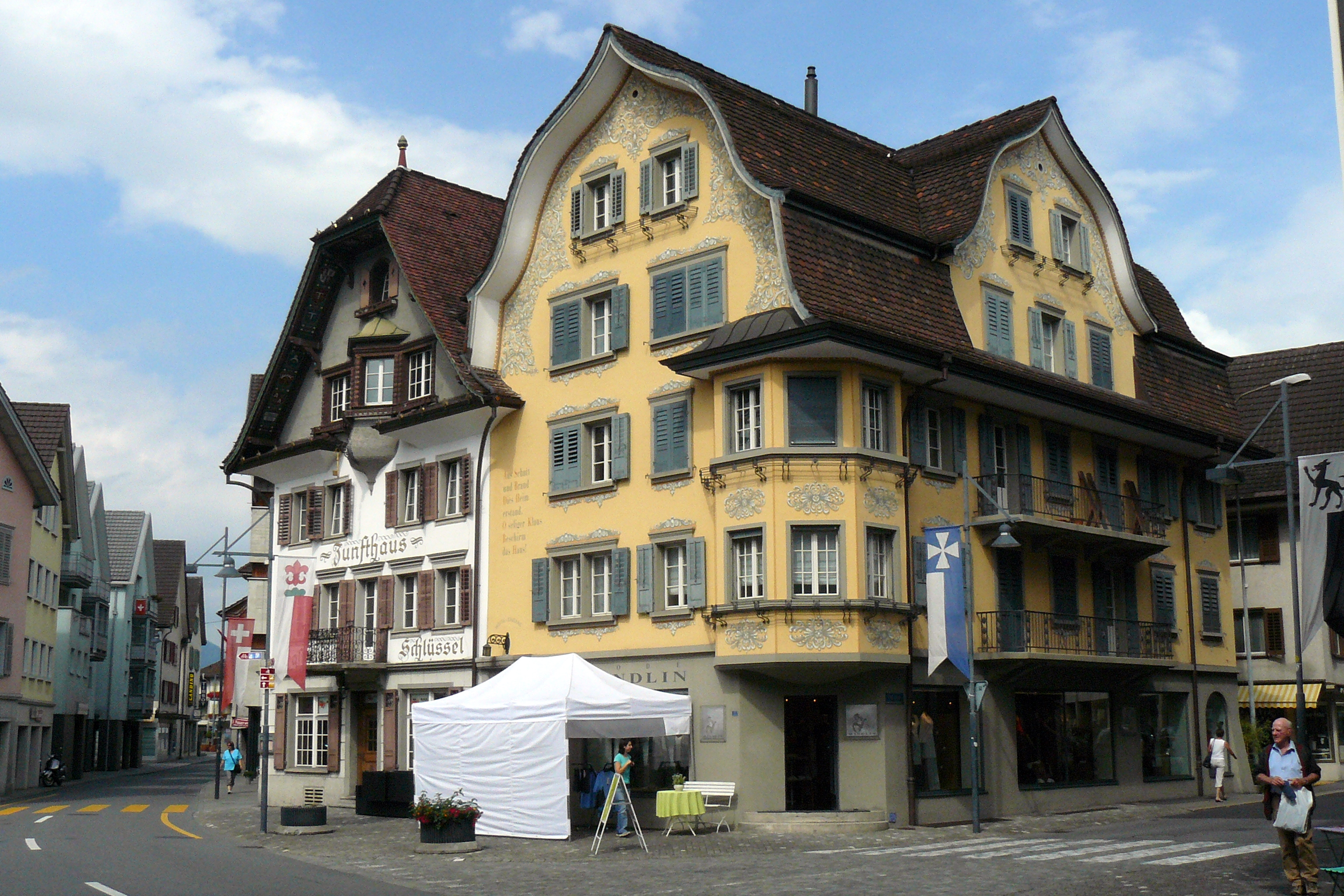
Maisons anciennes du centre de Sarnen.

- Musée régional (Historisches Museum Obwalden)

### Personnalités
- Colonel Hans Imfeld (1902-1947) commissaire de la République française au Laos, personnalité de la guerre d'Indochine
- Doris Leuthard (née en 1963), membre du Conseil fédéral
- Jonas Omlin (né en 1994), footballeur
- Hans Vollenweider (1908-1940), le dernier condamné à mort exécuté en Suisse